# Para Valen
«Para Valen» es un tema instrumental compuesto por el músico argentino Luis Alberto Spinetta que se encuentra en el decimoprimer track de su quinto álbum solista, Mondo di cromo de 1983. El tema está interpretado por Spinetta en guitarra, voz y silbatos y Pomo Lorenzo en platillos.

## El tema
El título del tema se refiere a Valentino, su tercer hijo nacido en 1980, que había estado muy enfermo el año anterior a la composición, con riesgo de muerte.
Musicalmente es un tema corto. Un canto amoroso, consistente en un tarareo de Spinetta, acompañado en cada acorde por un solo rasguido de guitarra, sobre un fondo de platillos ejecutados por Pomo que le dan al tema una sonoridad acuática. A ello se suma el sonido de silbatos que semejan pájaros.